# Episodi di Umineko When They Cry
Questa è la lista degli episodi della serie anime Umineko no naku koro ni, diretta da Chiaki Kon e prodotta dallo Studio Deen nel 2009. È composta da ventisei episodi e ricopre le prime quattro sound novel della serie di videogiochi Umineko When They Cry della 07th Expansion. La sceneggiatura è stata scritta da Toshifumi Kawase e il character design, basato sui disegni originali di Ryukishi07, è stato progettato da Yoko Kikuchi. La serie è stata trasmessa in Giappone dal 2 luglio al 24 dicembre 2009 sulla Chiba TV e in seguito su altre stazioni televisive. I titoli degli episodi sono stati presi dai nomi delle mosse degli scacchi, originati dal fatto che l'intera storia si svolge metaforicamente in varie partite a questo gioco. Tra il 23 ottobre 2009 e il 22 ottobre 2010 la Geneon Entertainment ha prodotto tredici BD e DVD, contenenti nell'edizione limitata sia gli episodi originali che degli speciali intitolati Uraneko (うらねこ?) dalla durata di un minuto. L'anime è stato concesso in licenza alla NIS America per la pubblicazione nell'America del Nord ed è stato pubblicato in due Blu-ray Disc nel dicembre 2012.